# 川口孝夫
川口孝夫（1950年4月13日—）是一名日本男子柔道运动员。他在1972年慕尼黑夏季奥林匹克运动会中，参加了男子柔道比赛并获得63公斤级金牌。